# Locomotora dièsel Talgo 354-001
La locomotora diesel Talgo 354-001, que va rebre el nom de Virgen de Covadonga, és una locomotora construïda a Alemanya per la casa Krauss Maffei el 1983 i que, fora de servei actiu, es troba conservada a la rotonda del Museu del Ferrocarril de Catalunya, a la localitat de Vilanova i la Geltrú.

## Història
Aquesta locomotora dièsel de la sèrie 4000T, de la qual es van construir vuit unitats, es va incorporar a la flota de Renfe el 1983 i va rebre la numeració 354-001. Va continuar amb els bons resultats de les seves antecessores de sèrie, les 2000T i 3000T, encara que amb motors més potents, el que li permetia arribar als 200 km/h, a pesar que la seva marxa comercial mai no va superar els 180 km/h. Va disposar a més de noves transmissions hidrodinàmiques, més eficients que les hidromecàniques de les seves predecessores.
Va ser construïda per arrossegar les composicions Talgo pendular, encara que mancava de grups electrògens per a donar energia als cotxes remolcats, la qual cosa li va obligar a comptar sempre amb un furgó generador. Va disposar de sistema de velocitat prefixada, el que suposava un fet inaudit per a un vehicle dièsel espanyol.
Va ser una locomotora molt agraïda per als maquinistes i mecànics pels pocs problemes que va tenir al llarg de la seva vida. Les seves altes prestacions li van permetre remolcar fins i tot pesats trens convencionals, com els expressos de Galícia, Extremadura i Portugal, suplint a les enormes locomotores de la sèrie 333, incorporant també per a aquesta tasca furgons generadors.
Al llarg de la seva vida útil aquestes locomotores van recórrer tota la xarxa ferroviària, encara que les seves destinacions preferents van ser les connexions de Madrid amb Galícia, Extremadura i la Regió de Múrcia. En el seu historial va caldre lamentar els tràgics accidents de Tobarra i Chinchilla de Monte-Aragón, a més del sinistre de l'exprés de Badajoz, en el qual es va cremar completament la màquina, i l'accident de Linarejos, on van desaparèixer altres dues locomotores, quedant el seu parc operatiu des del 2004 reduït a tan sols tres. Aquesta locomotora, que va ser la primera de la sèrie, va ser donada de baixa el desembre de 2009.

## Patrimoni ferroviari
Després de gairebé dos anys de baixa, l'any 2011 ha estat adscrita al parc de vehicles del Museu del Ferrocarril de Catalunya, gestionat per la Fundación de los Ferrocarriles Españoles. Per a aquesta nova tasca ha estat sotmesa a un curós procés de restauració estètica, el més fidel possible a la imatge que va tenir originàriament, amb colors os i blau. En aquest procés ha col·laborat l'Associació d'Amics del Ferrocarril de Madrid, localitzant els esquemes originals de decoració per a poder elaborar les serigrafies i els colors exactes. Del sostre de la màquina li ha estat retirat l'equip d'aire condicionat i han estat segellats tots els conductes pels quals poguessin entrar fluids que poguessin deteriorar motors i mecanismes, per a poder preservar-los per a una possible recuperació funcional futura.
La divisió de mercaderies de Renfe va col·laborar en aquest procés cedint locomotores llançadores per a transportar la màquina des de la seva última destinació, des de la base madrilenya de Talgo de la localitat de Las Matas fins a la terminal de classificació de Adif en Vicálvaro, on va partir cap a Tarragona en un tren mercant, des d'on va ser remolcada per altra locomotora de Renfe fins a la seva ubicació definitiva en la rotonda del museu de Vilanova.